# Município de Clay (condado de Auglaize, Ohio)
Localização do Ohio nos E.U.A.
O município de Clay (em inglês: Clay Township) é um local localizado no condado de Auglaize no estado estadounidense de Ohio. No ano 2010 tinha uma população de 817 habitantes e uma densidade populacional de 10,41 pessoas por km².

## Geografia
O município de Clay encontra-se localizado nas coordenadas 40° 31′ 40″ N, 84° 03′ 38″ O. Segundo a Departamento do Censo dos Estados Unidos, o município tem uma superfície total de 78.48 km², da qual 78,46 km² correspondem a terra firme e (0,03 %) 0,02 km² é água.

## Demografia
Segundo o censo de 2010, tinha 817 pessoas residindo no município de Clay. A densidade de população era de 10,41 hab./km².